# Gryts distrikt, Östergötland
Gryts distrikt är ett distrikt i Valdemarsviks kommun och Östergötlands län. 
Distriktet ligger vid kusten, öster om Valdemarsvik. 

## Tidigare administrativ tillhörighet
Distriktet inrättades 2016 och utgörs av socken Gryt i Valdemarsviks kommun.
Området motsvarar den omfattning Gryts församling hade vid årsskiftet 1999/2000.